# Luis de Marichalar y Monreal
Luis Marichalar y Monreal (Madrid, 27 de enero de 1873-Madrid, 27 de diciembre de 1945) fue un político conservador español, vizconde de Eza. Fue ministro de Guerra y de Fomento durante el reinado de Alfonso XIII.

## Biografía
Era hijo de Amalio Rufino Marichalar y San Clemente, VIII marqués de Montesa (nacido en Madrid en 1817) y de María Cecilia Monreal y Ortiz de Zárate (nacida en 1837). Es abuelo, entre otros, de Álvaro y Jaime de Marichalar, y bisabuelo de Felipe Juan Froilán y Victoria Federica de Marichalar y Borbón.
Miembro del Partido Conservador, inició su carrera política en 1899 como diputado por Soria, muy querido allí pero solo por un sector hasta 1914 y senador del Reino hasta las elecciones celebradas en 1923.[cita requerida]
Fue director general de Agricultura (1907), ministro de Fomento entre el 11 de junio y el 3 de noviembre de 1917 en un gabinete presidido por Eduardo Dato, y ministro de Guerra entre el 5 de mayo de 1920 durante el desastre de Annual, del cual no se sintió responsable, pero que es considerado por la moderna historiografía gran culpable, y el 14 de agosto de 1921 en los gobiernos que sucesivamente presidieron Dato y Allendesalazar.
Además fue alcalde de Madrid entre 1913 y 1914, perteneció a la Real Academia de Ciencias Morales y Políticas, y desarrolló también su faceta de publicista. Es autor, entre otras, de las siguientes obras: El problema agrario en España; El oro, el crédito y la Banca, como factores internacionales; Crítica del Impuesto sobre la Renta; y El enigma ruso y el ocaso del socialismo.
El 29 de marzo de 2000, el Ministerio de Agricultura y Pesca puso en funcionamiento el buque oceanográfico Vizconde de Eza en honor a Luis de Marichalar.

## Vida Familiar
Se casó con María de la Encarnación Bruguera y Molinuevo (1877-1946) y el matrimonio tuvo estos hijos: 
- Francisco Javier de Marichalar y Bruguera, IX marqués de Ciria (n. 18 de octubre de 1903), casado con Isabel de Silva y Azlor de Aragón.
- Amalio de Marichalar y Bruguera, VIII conde de Ripalda (13 de mayo de 1912-Madrid, 26 de diciembre de 1978), casado en 1957 con María de la Concepción Sáenz de Tejada y Fernández de Bobadilla.
- María del Carmen de Marichalar y Bruguera, vizcondesa de Matamala, casada con Leopoldo García-Durán y Parages.